# Arxiu Comarcal de l'Urgell
L'Arxiu Comarcal de l'Urgell (ACUR) va ser creat el 14 de juliol de 1982, per mitjà d'un conveni signat entre el Departament de Cultura i l'Ajuntament de Tàrrega. El 22 de novembre de 1986 s'inaugurà la seva nova seu, situada al nucli antic de la ciutat, al número 4-6 del Carrer de les Sitges, tot integrant-se a la Xarxa d'Arxius Comarcals de la Generalitat de Catalunya. Des de l'any 1989, el Consell Comarcal de l'Urgell hi exerceix competències de gestió.
Conserva fons públics i privats de la comarca. El nucli fonamental el constitueix el fons municipal de Tàrrega. Entre els fons cal destacar el fons patrimonial de la família Pedrolo (segle xiii-XVIII), el fons de la fàbrica de maquinària agrícola J. Trepat (s. XX), els fons musicals, el fons de l'Ajuntament de Guimerà, el fons de la Societat Econòmica d'Amics del País de Tàrrega o el de Josep Fontanet i Arnet. Així mateix, també disposa d'una biblioteca auxiliar especialitzada en temes d'història de l'Urgell i una hemeroteca amb diverses capçaleres de publicacions periòdiques de la comarca.

## Documents destacats

### Avantprojecte ferrocarrils 1855

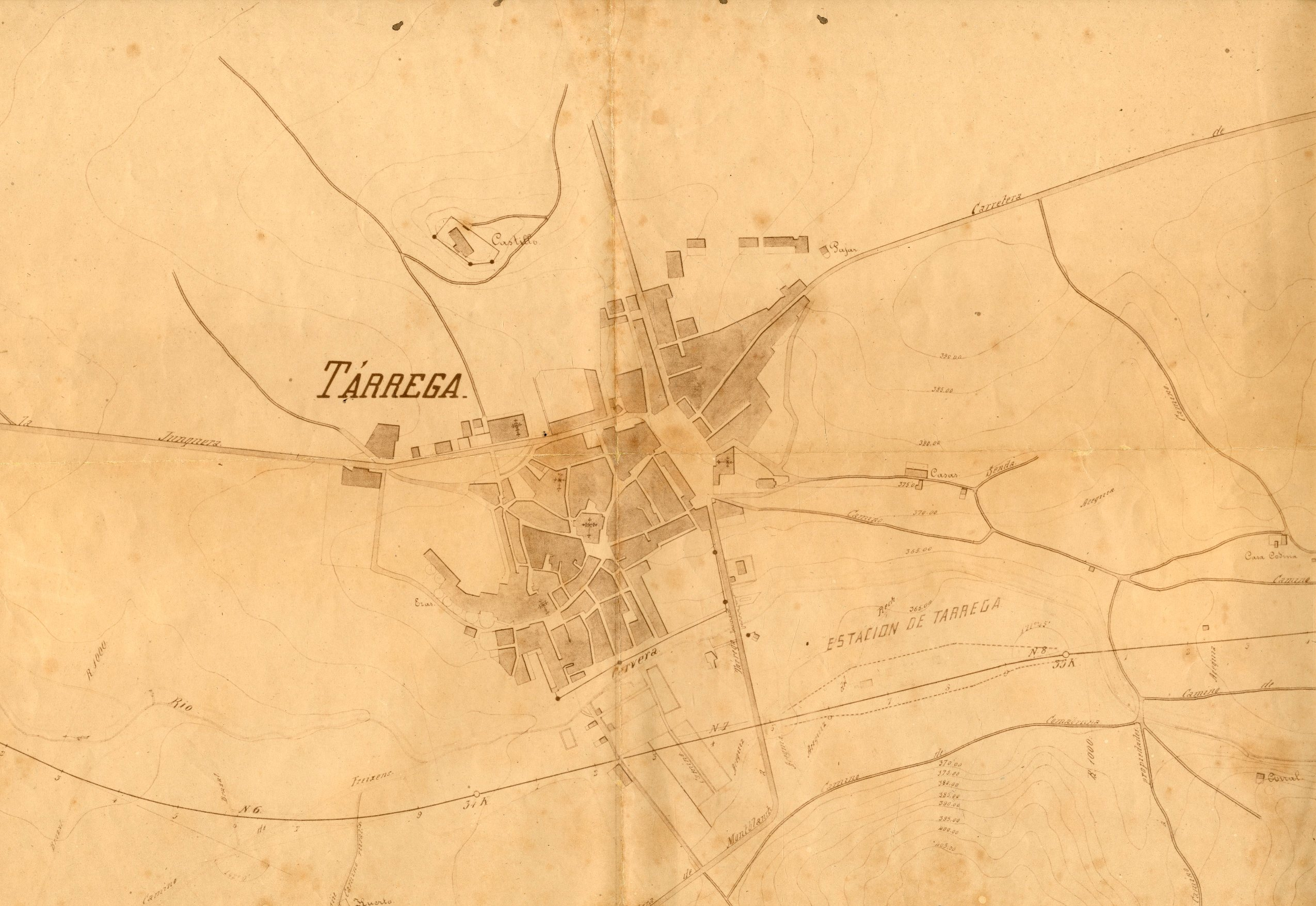
Plànol de l'avantprojecte de la línia de ferrocarrils del nord al seu pas per Tàrrega, probablement fet entre els anys 1852 i 1855. Forma part de la secció d'urbanisme del fons municipal de Tàrrega que custodia l'Arxiu Comarcal.

Plànol de l'avantprojecte de la línia de ferrocarrils del nord al seu pas per Tàrrega, probablement fet entre els anys 1852 i 1855. Forma part de la secció d'urbanisme del fons municipal de Tàrrega que custodia l'Arxiu Comarcal. La singularitat del plànol es manifesta en la idea de fer passar la línia ferroviària per la part sud de la població i la construcció de l'estació a la partida de la Plana. Al final es va decidir fer passar la línia per la part nord de la població, fet que va condicionar el creixement urbanístic d'aquell sector. Finalment el tramat ferroviari escollit va ser un altre però l'arribada del tren causà la sorpresa i l'admiració dels vilatans i va suposar una gran empenta a les transaccions comercials dels targarins. La inauguració de la línia de ferrocarril fou l'octubre de l'any 1860 amb la presència de la reina Isabel que feu el recorregut des de Barcelona.

### Accident del tinent López Haro

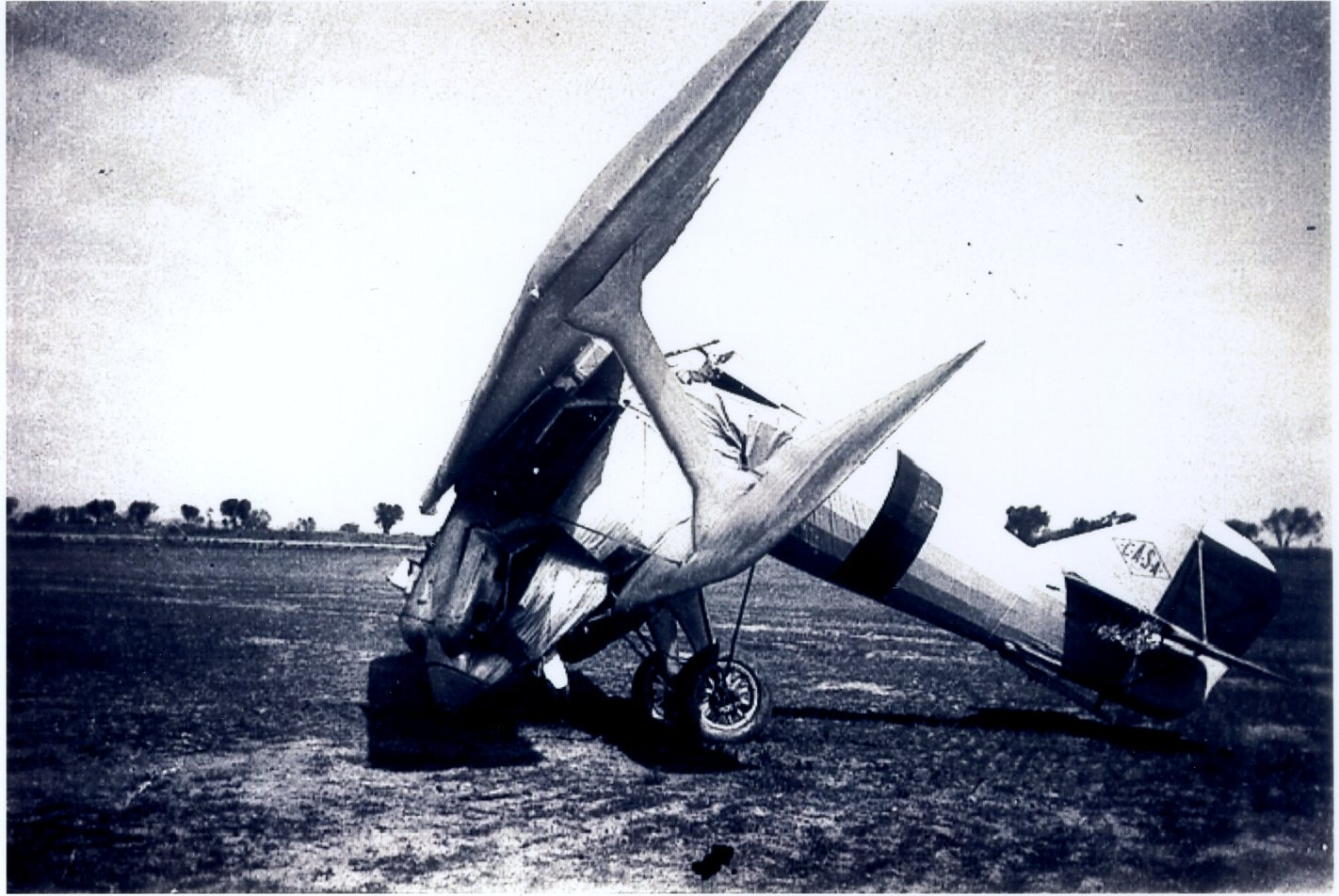
Accident del tinent López de Haro al camp d'aviació de Tàrrega l'any 1928

Imatge de l'estat en què queda l'aparell del tinent López de Haro del fons personal d'en Miquel Martí Florensa de l'Arxiu Comarcal de l'Urgell. El camp ‘permanent’ d'aviació de Tàrrega inicia el seu camí l'any 1921, quan membres de la Comissió del Servei d'Aeronàutica Militar s'atansen a Tàrrega amb l'objectiu de trobar un camp pla que servís d'aterratge en cas d'emergència, pel correu aeri Barcelona-Madrid. Aquest espai es trobà al terme d'Altet. I l'any 1923 es concretà la seva adequació.
Inaugurat el camp d'aviació a poc a poc començà a tenir una certa activitat. Ien aquest context, l'1 d'abril de 1928 es produí un aparatós accident aeri al camp d'aviació sense conseqüències mortals. L'aparell tripulat pel tinent Sr. Lopez de Haro va perdre el control en el moment d'enlairar-se degut al fort vent regnant però va poder saltar abans que s'estavellés. El resultat pel pilot fou la pèrdua de consciència i la fractura d'una costella.
Miquel Martí (1895-1981), pintor i decorador, i professor de dibuix a l'Escola Pia i l'Escola d'Arts i Oficis als anys quaranta, tenia especial sensibilitat pel món de la fotografia. Dins el seu fons personal trobem la seva producció fotogràfica que descriu visualment la gent, l'entorn paisatgístic i molts aspectes de la vida quotidiana de Tàrrega i alguns indrets de la comarca entre els anys vint i quaranta del segle passat. La seva obra fotogràfica consta d'uns 500 positius i 500 negatius, dels quals la major part plaques de vidre.
Si voleu saber més coses del camp d'aviació de Tàrrega, podeu consultar l'article ‘Una història d'alts vols. Els camps d'aviació de Tàrrega (1914-1939), al número 9 del full informatiu de l'Arxiu Comarcal de l'Urgell ‘Sarret’, de primavera 2014, a l'apartat de publicacions periòdiques del nostre web.

### Mapa de Vallbona 1919

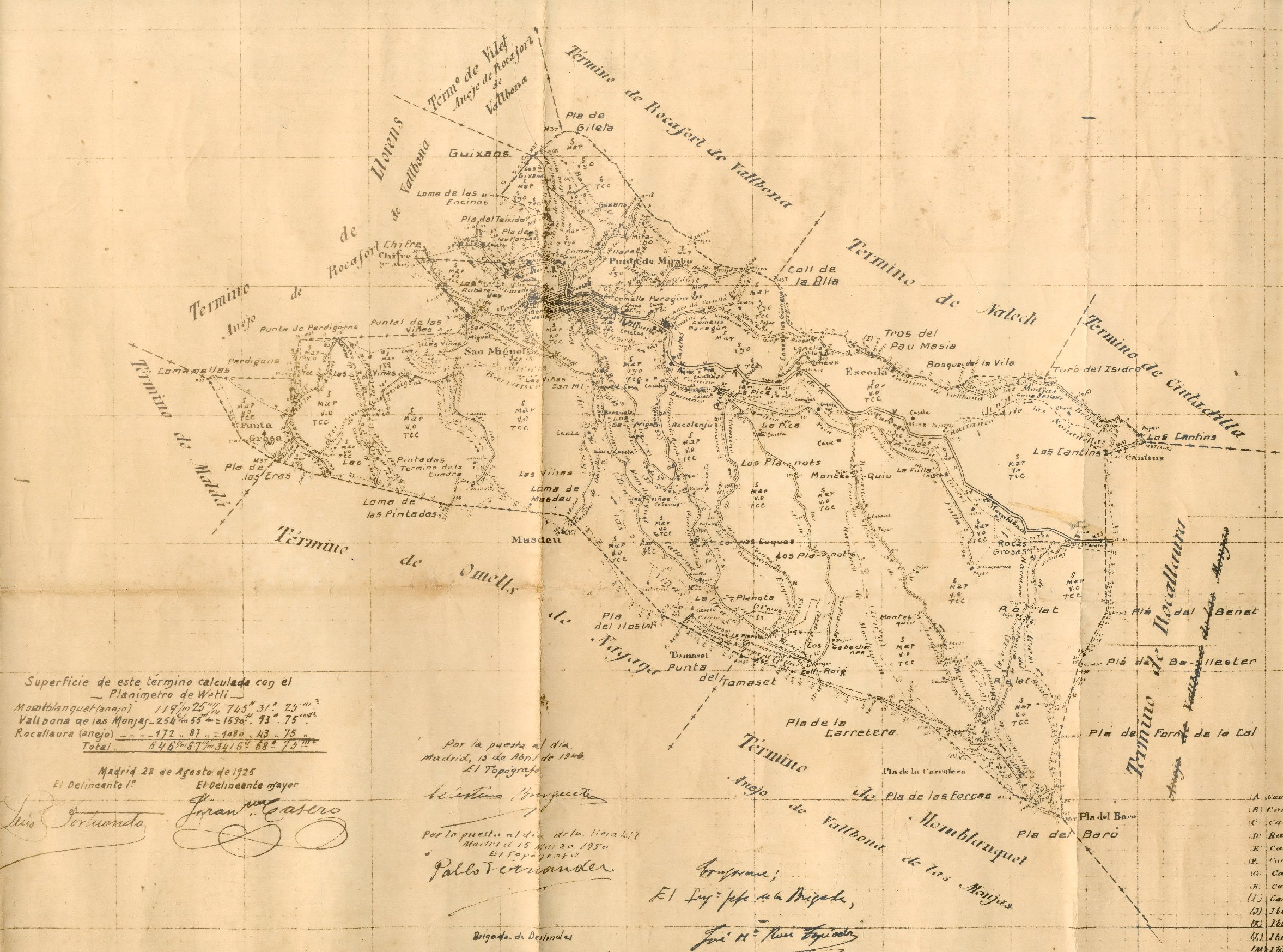
Mapa topogràfic del terme municipal de Vallbona de l'any 1919 elaborat per l'Instituto Geográfico y Estadístico del ministerio de Fomento.

Mapa topogràfic del terme municipal de Vallbona de l'any 1919 elaborat per l'Instituto Geográfico y Estadístico del ministerio de Fomento. En el document es visualitzen els paratges i camins, la superfície i els límits del terme municipal amb els agregats de Montblanquet i Rocallaura. En anotacions fetes a posteriori es reflecteix la segregació de Rocallaura del municipi de Vallbona per acord de 28 de maig de 1920 de la diputació de Lleida. El mapa, en escala 1:25.000, forma part del fons municipal de Vallbona de les Monges que custòdia l'Arxiu Comarcal de l'Urgell.

### Pel·lícula 1936

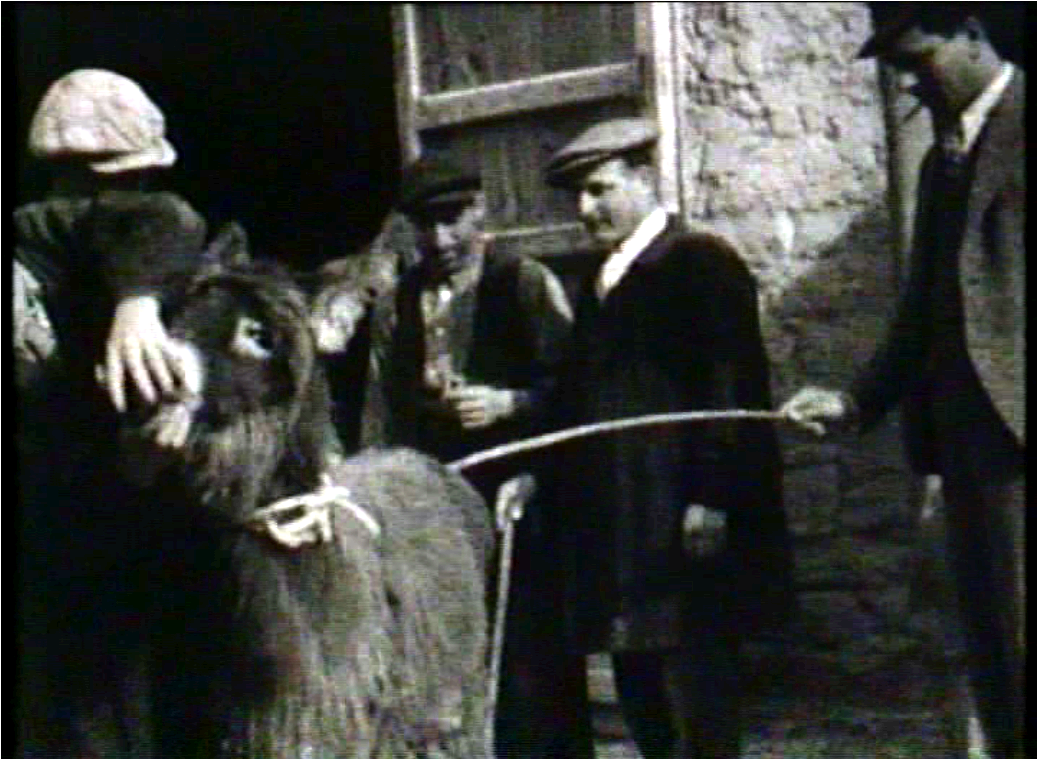
Pel·lícula sobre la fira de mules de Verdú de l'any 1936 feta per Agustí Fabra Bofill i la productora Edelweiis Films.

Pel·lícula sobre la fira de mules de Verdú de l'any 1936 feta per Agustí Fabra Bofill i la productora Edelweiis Films. El reportatge cinematogràfic ens mostra l'activitat de la fira de mules de Verdú, ja documentada des de l'any 1379, l'exposició d'animals i les transaccions habituals que s'hi feien. Paral·lelament hi ha imatges de la venda de guarniments de bèsties de càrrega i la manera de presentar els animals i cuidar-los. Altres activitats complementen la fira: la fabricació de càntirs, un altre element distintiu del poble de Verdú, la venda de productes artesans (torrons, cistells, ...) o l'acte de llegir les mans per part d'una gitana a un firaire. La pel·lícula forma part de l'arxiu de complement de la col·lecció d'audiovisuals de l'Arxiu Comarcal de l'Urgell. Còpia donada per Manel Fabra l'any 2005.

### Goigs en Alabansa
Benet Espona va compondre els Goigs en Alabansa conservats a l'Arxiu Comarcal de l'Urgell. Es conserven de manera incompleta a Barcelona. El títol original de l'obra és Goigs en Alabansa / de la gloriosa verge, y martir / Santa Calamanda / filla y patrona de la antigua / vila de Calaf, / ahont tenen lo seu sagrat cap.